# Mikayla Harvey
Mikayla Harveye (* 7. September 1998 in Howick) ist eine neuseeländische Radrennfahrerin, die im Straßenradsport aktiv ist.

## Sportlicher Werdegang
Nachdem Harvey bereits bei den Junioren die nationalen und die Ozeanienmeisterschaften gewonnen hatte, errang sie 2017 in ihrem ersten Jahr in der U23 den nationalen U23-Titel im Einzelzeitfahren, bei den Ozeanienmeisterschaften gewann sie die Silbermedaille im Einzelzeitfahren der U23. Daraufhin wurde sie noch im Verlauf der Saison 2017 Mitglied im US-amerikanischen Team Illuminate Women. In der folgenden Saison sicherte sie sich bei den Ozeanienmeisterschaften den Titel im Einzelzeitfahren und die Bronzemedaille im Straßenrennen der U23.
Zur Saison 2019 wechselte Harvey nach Europa zum dänischen Team Bigla Pro Cycling. Bei der Tour de Bretagne Féminin 2019 gewann sie das Einzelzeitfahren der dritten Etappe, was bislang (Stand 2025) der letzte Sieg ihrer Karriere blieb. Ihr international wertvollstes Ergebnis erzielte sie ein Jahr später mit dem fünften Gesamtrang und dem Gewinn der Nachwuchswertung beim Giro d’Italia Women. Zum Saisonende kam sie als Siebte beim La Flèche Wallonne Féminine wieder unter die Top 10 bei einem Rennen der UCI Women’s WorldTour.
Nach einer erfolgreichen Saison 2020 erhielt Harvey zur Folgesaison einen Vertrag beim UCI Women’s WorldTeam Canyon SRAM Racing. Mit dem fünften Gesamtrang bei der Tour de Suisse Women 2021 stellte sie erneut ihre Fähigkeiten am Berg unter Beweis. 2022 und in den folgenden zwei Jahren beim UAE Team ADQ konnte Harvey aufgrund einer Erkrankung am Pfeiffer-Drüsenfieber nicht an ihre Erfolge anknüpfen.
Zur Saison 2025 startete sie einen Neuanfang beim Team SD Worx-Protime, wo sie ihre alte Stärke zurückerlangen und in den Bergen eine wichtige Stütze für das Team werden soll.

## Erfolge
2015
- Neuseeländische Meisterin – Straßenrennen (Juniorinnen)

2016
- Ozeanienmeisterin – Einzelzeitfahren (Juniorinnen)
- Neuseeländische Meisterin – Einzelzeitfahren (Juniorinnen)

2017
- Neuseeländische Meisterin – Einzelzeitfahren (U23)
- Ozeanienmeisterschaften – Einzelzeitfahren (U23)

2018
- Ozeanienmeisterin – Einzelzeitfahren (U23)
- Ozeanienmeisterschaften – Straßenrennen (U23)

2019
- eine Etappe Tour de Bretagne Féminin

2020
- Nachwuchswertung Giro d’Italia Women

2021
- Nachwuchswertung Tour de Suisse Women